# Leichtathletik-Länderkampf der Frauen 1987 BR Deutschland – Schweden – Schweiz – Ungarn
| 6. Leichtathletik-Länderkampf mit bundesdeutscher Beteiligung 1987       | 6. Leichtathletik-Länderkampf mit bundesdeutscher Beteiligung 1987 |
| ------------------------------------------------------------------------ | ------------------------------------------------------------------ |
|                                                                          |                                                                    |
| Ländervergleich der Frauen: BR Deutschland – Schweden – Schweiz – Ungarn |                                                                    |
| Austragungsort                                                           | Lüdenscheid                                                        |
| Wettbewerbe                                                              | 15                                                                 |
| Datum                                                                    | 18. Juni                                                           |
| 1. FRG 2. HUN 3. SUI 4. SWE                                              | 206 Punkte 138 Punkte 103 Punkte 076 Punkte                        |
| Chronik                                                                  |                                                                    |
| ← FRG-SWE-SUI-HUN (M)                                                    | FRA-FRG-POL (M) →                                                  |

Den sechsten Vergleich des Länderkampfjahres 1987 bestritten die bundesdeutschen Frauen, die sich wie die Männer m 18. Juni in Lüdenscheid zu einem Vierländerländerkampf mit Schweden, der Schweiz und Ungarn trafen. Die Konstellation mit dieser Gegnerschaft gab es zum ersten Mal.
Zweiländerkämpfe gegen Schweden hatten die bundesdeutschen Frauen bisher nicht ausgetragen, zwei Begegnungen unter Beteiligung weiterer Länder hatten 1957 und 1974 stattgefunden, die Deutschland jeweils für sich entschieden hatte. Auf die Schweiz waren die bundesdeutschen Sportlerinnen in Zweiländerkämpfen sieben Mal getroffen. Alle Wettkämpfe waren an die Bundesrepublik gegangen, zuletzt 1976. Auch gegen Ungarn war die Bilanz der bisherigen sechs Aufeinandertreffen mit sechs zu null makellos.

## Modus
Auf dem Programm standen dreizehn Disziplinen, die identisch waren mit dem damaligen olympischen Frauenkatalog. In beiden Länderkämpfen starteten zwei Teilnehmerinnen je Wettbewerb und Land. Die Wertung in den Einzelläufen erfolgte nach folgendem System: 1. Platz: 9 Punkte / 2. Pl.: 7 P / 3. Pl.: 6 P / 4. Pl.: 5 P / … In den Staffeln wurde zehn zu sieben zu vier zu zwei gewertet.

## Ergebnis
Die bundesdeutsche Mannschaft dominierte diesen Vergleich in hohem Maße. In den Einzelläufen gab es sechs bundesdeutsche Disziplinsiege, drei davon als Doppelerfolg. Zweimal lag Ungarn vorn, Schweden und die Schweiz konnten in dieser Kategorie keinen Wettbewerb für sich entscheiden. Beide Staffeln gingen an die Bundesrepublik. Einen der beiden Sprungwettbewerbe gewannen die bundesdeutschen Athletinnen, der andere endete mit einem Remis zwischen Deutschland und Ungarn. Alle drei Disziplinen des Bereichs Wurf/Stoß verbuchten die bundesdeutschen Vertreterinnen auf ihrem Konto, dabei erzielten sie zwei Doppelerfolge. Die Länderkampfwertung gewann die Bundesrepublik Deutschland mit 206 Punkten. Mit deutlichem Rückstand folgte Ungarn 66 Punkte dahinter auf Rang zwei vor den weiteren 35 Punkte zurückliegenden Schweizerinnen. Schweden belegte weitere 27 Punkte dahinter den vierten und letzten Platz.

## Resultate

### 100 m
| Platz | Athletin             | Land | Zeit (s) |
| ----- | -------------------- | ---- | -------- |
| 1     | Ulrike Sarvari       | FRG  | 11,49    |
| 2     | Martha Grossenbacher | SUI  | 11,76    |
| 3     | Resi März            | FRG  | 11,81    |
| 4     | Erzsebet Juhász      | HUN  | 11,87    |
| 5     | Maria Fernström      | SWE  | 12,09    |
| 6     | Pia Engström         | SWE  | 12,09    |
| 7     | Andrea Vollenweider  | SUI  | 12,11    |
| 8     | Judith Acs           | HUN  | 12,22    |

Wind: +1,3 m/s

### 200 m
| Platz | Athletin             | Land | Zeit (s) |
| ----- | -------------------- | ---- | -------- |
| 1     | Silke-Beate Knoll    | FRG  | 23,61    |
| 2     | Andrea Thomas        | FRG  | 23,66    |
| 3     | Martha Grossenbacher | SUI  | 23,93    |
| 4     | Monika Daku          | HUN  | 24,38    |
| 5     | Maria Fernström      | SWE  | 24,48    |
| 6     | Therese Stutz        | SUI  | 24,64    |
| 7     | Irma Koenye          | HUN  | 24,68    |
| 8     | Pia Engström         | SWE  | 24,68    |

### 400 m
| Platz | Athletin         | Land | Zeit (s) |
| ----- | ---------------- | ---- | -------- |
| 1     | Gisela Kinzel    | FRG  | 51,75    |
| 2     | Karin Lix        | FRG  | 53,41    |
| 3     | Erzsebet Szabó   | HUN  | 53,79    |
| 4     | Ilona Pál        | HUN  | 54,79    |
| 5     | Patricia Duboux  | SUI  | 55,34    |
| 6     | Claudia Albonico | SUI  | 56,21    |
| 7     | Susanna Bergmann | SWE  | 56,22    |
| 8     | Gunilla Ascard   | SWE  | 56,27    |

### 800 m
| Platz | Athletin         | Land | Zeit (min) |
| ----- | ---------------- | ---- | ---------- |
| 1     | Margrit Klinger  | FRG  | 2:02,23    |
| 2     | Sabine Zwiener   | FRG  | 2:03,55    |
| 3     | Maria Akraka     | SWE  | 2:03,99    |
| 4     | Cornelia Bürki   | SUI  | 2:04,24    |
| 5     | Rita Csordos     | HUN  | 2:05,83    |
| 6     | Anita Protti     | SUI  | 2:05,95    |
| 7     | Jill McCabe      | SWE  | 2:06,27    |
| 8     | Erzsebet Todoran | HUN  | 2:08,07    |

### 1500 m
| Platz | Athletin            | Land | Zeit (min) |
| ----- | ------------------- | ---- | ---------- |
| 1     | Sandra Gasser       | SUI  | 4:13,24    |
| 2     | Brigitte Kraus      | FRG  | 4:14,14    |
| 3     | Claudia Borgschulze | FRG  | 4:15,41    |
| 4     | Katalin Rácz        | HUN  | 4:16,74    |
| 5     | Anette Westerberg   | SWE  | 4:16,93    |
| 6     | Gunilla Andren      | SWE  | 4:21,98    |
| 7     | Isabella Moretti    | SUI  | 4:24,49    |
| 8     | Heléna Barócsi      | HUN  | 4:27,22    |

### 3000 m
| Platz | Athletin         | Land | Zeit (min) |
| ----- | ---------------- | ---- | ---------- |
| 1     | Zita Ágoston     | HUN  | 9:10,62    |
| 2     | Sabine Kunkel    | FRG  | 9:12,25    |
| 3     | Ulrike Beck      | FRG  | 9:13,28    |
| 4     | Erika Fazekas    | HUN  | 9:14,62    |
| 5     | Middle Hamrin    | SWE  | 9:16,50    |
| 6     | Martine Oppliger | SUI  | 9:29,14    |
| 7     | Eva Svensson     | SWE  | 9:40,17    |
| 8     | Daria Nauer      | SUI  | 9:46,82    |

### 100 m Hürden
| Platz | Athletin            | Land | Zeit (s) |
| ----- | ------------------- | ---- | -------- |
| 1     | Claudia Zaczkiewicz | FRG  | 13,06    |
| 2     | Rita Heggli         | SUI  | 13,43    |
| 3     | Heike Neugebauer    | FRG  | 13,49    |
| 4     | Margit Palombi      | HUN  | 13,51    |
| 5     | Karin Malmbratt     | SWE  | 13,64    |
| 6     | Andrea Nagy         | HUN  | 13,70    |
| 7     | Monica Pellegrinell | SUI  | 13,79    |
| 8     | Helena Fernström    | SWE  | 13,98    |

### 400 m Hürden
| Platz | Athletin            | Land | Zeit (s) |
| ----- | ------------------- | ---- | -------- |
| 1     | Erika Szopori       | HUN  | 57,76    |
| 2     | Sabine Alber        | FRG  | 57,99    |
| 3     | Monica Klebe        | SWE  | 58,11    |
| 4     | Cristina Moretti    | SUI  | 58,33    |
| 5     | Judit Szekeres      | HUN  | 59,99    |
| 6     | Beate Holzapfel     | FRG  | 60,51    |
| 7     | Christina Wennberg  | SWE  | 61,05    |
| 8     | Kathrin Baumgartner | SUI  | 61,26    |

### 4 × 100 m Staffel
| Platz | Besetzung      | Land                                                               | Zeit (s) |
| ----- | -------------- | ------------------------------------------------------------------ | -------- |
| 1     | BR Deutschland | Silke-Beate Knoll Ulrike Sarvari Andrea Thomas Sabine Richter      | 44,23    |
| 2     | Ungarn         | Irma Koenye Erzsebet Juhász Monika Daku Judith Acs                 | 45,35    |
| 3     | Schweiz        | Nietlisbach Andrea Vollenweider Therese Stutz Martha Grossenbacher | 46,08    |
| 4     | Schweden       | Helena Fernström Maria Fernström Pia Engström Karin Malmbratt      | 46,48    |

### 4 × 400 m Staffel
| Platz | Besetzung      | Land                                                       | Zeit (min) |
| ----- | -------------- | ---------------------------------------------------------- | ---------- |
| 1     | BR Deutschland | Michaela Schabinger Karin Lix Helga Arendt Gisela Kinzel   | 3:34,65    |
| 2     | Ungarn         | Erzsebet Szabó Erika Szopori Ilona Pál                     | 3:38,38    |
| 3     | Schweiz        | Regula Aebi Schmitz Kathrin Lüthi Patricia Duboux          | 3:43,29    |
| 4     | Schweden       | Monica Klebe Maria Akraka Monica Strand Christina Wennberg | 3:46,33    |

### Hochsprung
| Platz | Athletin           | Land | Höhe (m) |
| ----- | ------------------ | ---- | -------- |
| 1     | Heike Redetzky     | FRG  | 1,88     |
| 2     | Katalin Sterk      | HUN  | 1,84     |
| 3     | Bettina Braag      | FRG  | 1,84     |
| 4     | Olga Juha          | HUN  | 1,75     |
| 5     | Anna Skoog         | SWE  | 1,75     |
| 6     | Ann Larsson        | SWE  | 1,75     |
| 7     | Esther Suter       | SUI  | 1,70     |
| 8     | Karin Krampelhuber | SUI  | 1,65     |

### Weitsprung
| Platz | Athletin       | Land | Weite (m) |
| ----- | -------------- | ---- | --------- |
| 1     | Zsuzsa Vanyek  | HUN  | 6,28      |
| 2     | Jasmin Feige   | FRG  | 6,26      |
| 3     | Anette Hellig  | FRG  | 6,21      |
| 4     | Sandra Crameri | SUI  | 6,12      |
| 5     | Erika Senczi   | HUN  | 6,05      |
| 6     | Rita Heggli    | SUI  | 6,04      |
| 7     | Eva Karblom    | SWE  | 6,01      |
| 8     | Lena Wallin    | SWE  | 5,75      |

### Kugelstoßen
| Platz | Athletin            | Land | Weite (m) |
| ----- | ------------------- | ---- | --------- |
| 1     | Stephanie Storp     | FRG  | 19,20     |
| 2     | Sabine Kruse        | FRG  | 17,50     |
| 3     | Ursula Stäheli      | SUI  | 17,47     |
| 4     | Viktoria Horváth    | HUN  | 17,42     |
| 5     | Hajnal Herth        | HUN  | 16,48     |
| 6     | Nathalie Ganguillet | SUI  | 16,27     |
| 7     | Caroline Isgren     | SWE  | 14,79     |
| 8     | Marika Nilsson      | SWE  | 14,25     |

### Diskuswurf
| Platz | Athletin            | Land | Weite (m) |
| ----- | ------------------- | ---- | --------- |
| 1     | Dagmar Galler       | FRG  | 58,94     |
| 2     | Ágnes Herczeg       | HUN  | 58,48     |
| 3     | Katalin Csöke       | HUN  | 51,32     |
| 4     | Ursula Kreutel      | FRG  | 49,68     |
| 5     | Nathalie Ganguillet | SUI  | 49,56     |
| 6     | Sylvie Stolz        | SUI  | 48,70     |
| 7     | Brigitta Troive     | SWE  | 48,24     |
| 8     | Taina Stahl         | SWE  | 46,70     |

### Speerwurf
| Platz | Athletin        | Land | Weite (m) |
| ----- | --------------- | ---- | --------- |
| 1     | Beate Peters    | FRG  | 64,34     |
| 2     | Ingrid Thyssen  | FRG  | 62,36     |
| 3     | Katalin Hartai  | HUN  | 61,38     |
| 4     | Elisabet Nagy   | SWE  | 60,90     |
| 5     | Denise Thiémard | SUI  | 58,62     |
| 6     | Zsuzsa Maovecz  | HUN  | 54,82     |
| 7     | Lena Aström     | SWE  | 51,92     |
| 8     | Michaela Keck   | SUI  | 48,84     |